# Heribert Rosweyde

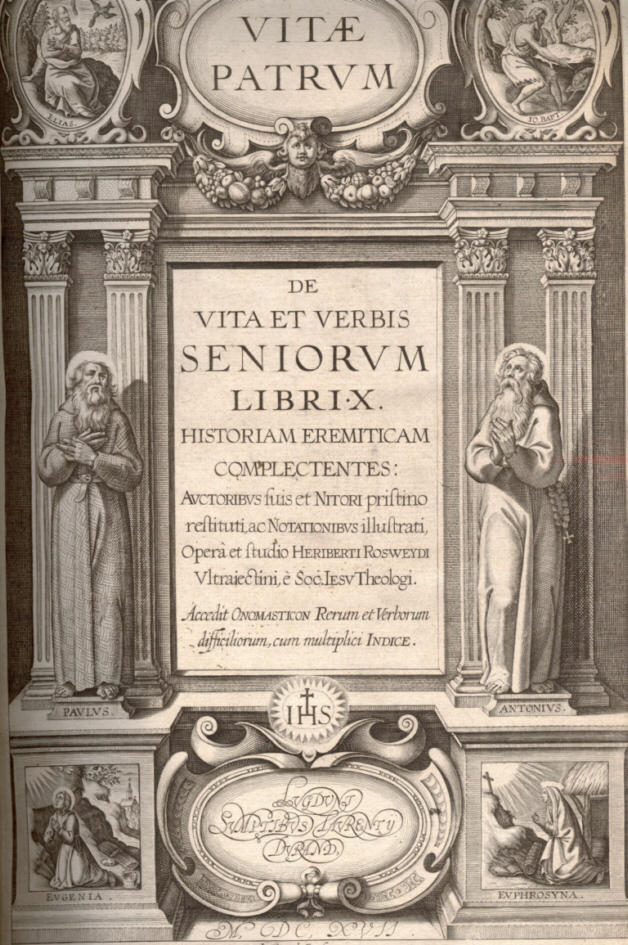
Titelseite von Heribert Rosweydes „Vitae Patrum“

Heribert Rosweyde (* 20. Januar 1569 in Utrecht; † 4. Oktober 1629 in Antwerpen) war ein niederländischer Jesuit, theologischer Schriftsteller und Hagiograph. Er gilt als Gründer bzw. Initiator der sogenannten Bollandisten, welche die Acta Sanctorum publizierten.

## Leben
Rosweyde trat am 21. Mai 1588 in den Jesuitenorden ein. Sein Noviziat verbrachte er in Tournai.
1591 legte er seinen Magister artium an der Universität von Douai ab; 1599 erhielt er die Priesterweihe. In Douai unterrichtete Heribert Rosweyde Logik und arbeitete anschließend als Professor der Philosophie am Jesuitenkolleg zu Saint-Omer, dann in Antwerpen, wo er auch als Studienpräfekt wirkte.
In Antwerpen infizierte er sich bei der Krankenpflege mit einem tödlichen Keim und starb daran.

## Wirken
Bleibende Bedeutung gewann Rosweyde durch seine hagiographischen Studien und die Idee, Heiligenberichte systematisch zu sammeln, zu prüfen und zu publizieren. Daraus entwickelte sich das bis ins 20. Jahrhundert fortgeführte Werk Acta Sanctorum, mit ca. 70 Bänden und die bis heute existierende Gruppe der sogenannten Bollandisten, welche es publizieren bzw. weiterhin hagiographisches Material zur Veröffentlichung sammeln.
Rosweyde plante 1607 ursprünglich die quellenkritische Textausgabe aller in belgischen Handschriften überlieferten Heiligenviten, in 18 Bänden (3 Bände zu Christus, Maria und zur Geschichte der Festtage der Heiligen, 12 Bände Heiligenviten nach der Ordnung des Kirchenkalenders und weitere 3 Bände mit Martyrologien, historischen Daten und Inhaltsverzeichnissen). Als ersten Ausfluss seiner Sammeltätigkeit publizierte er 1615 die vielbeachteten „Vitae patrum“, eine Zusammenstellung von Lebensbeschreibungen früh-christlicher Mönchsväter. Sie wurden zum Vorläufer für die späteren Acta Sanctorum, deren Herausgabe der Jesuit aber nicht mehr erlebte, wenngleich er seit 1606 praktisch ausschließlich an diesem Vorhaben arbeitete.
Bei seinem Tode 1629 hatte er sehr umfangreiches hagiographisches Material zusammengetragen, und der Jesuitenorden beauftragte Pater Jean Bolland (1596–1665), die begonnene Arbeit zu vollenden. Der Letztere war schließlich namensgebend für die gesamte Gruppe und ihre Tätigkeit, die sogenannten Bollandisten. Die Acta Sanctorum sollten jetzt die Heiligenviten weltweit beinhalten und kalendarisch nach den Heiligenfesttagen geordnet werden. Pater Bolland erhielt 1635 Godefridus Henschenius S.J. (1600–1682) als wissenschaftlichen Assistenten, und beide veröffentlichten 1643 in Antwerpen den ersten Band des Sammelwerkes.